# Alberto Cardone
Alberto Cardone (Genova, 16 settembre 1920 – Roma, 20 ottobre 1977) è stato un regista, sceneggiatore e montatore italiano.
Attivo tra gli anni cinquanta e anni settanta, ha lavorato principalmente nel campo degli Spaghetti Western, firmando molti dei suoi lavori con lo pseudonimo di Albert Cardiff.

## Filmografia parziale

### Regista
- Il tiranno di Siracusa (1962)
- Agente S3S: operazione Uranio (1965)
- Spie contro il mondo (1966)
- 7 dollari sul rosso (1966)
- 1000 dollari sul nero (1966)
- 20.000 dollari sul 7  (1967)
- Sinfonia per due spie (1967)
- L'ira di Dio (1968)
- Il lungo giorno del massacro (1968)
- Kidnapping! Paga o uccidiamo tuo figlio (1969)
- Io... donna (1971)
- Bruna, formosa, cerca superdotato (1973)

### Aiuto regista
- Il ritorno di don Camillo di Julien Duvivier (1953)
- Donne proibite di Giuseppe Amato (1953)
- Ben Hur di William Wyler (1959)

### Sceneggiatore
- Mi chiamavano 'Requiescat'... ma avevano sbagliato, regia di Mario Bianchi (1972)

### Soggetto
- La lunga spiaggia fredda, regia di Ernesto Gastaldi (1971)